# Sømandsliv
Sømandsliv er en dansk stumfilm fra 1907 produceret af Nordisk Films Kompagni og instrueret af Viggo Larsen.